# Giro pós-central

Animação do giro pós-central.

O giro pós-central é uma proeminente estrutura do lobo parietal do cérebro humano e o principal local do córtex somatossensorial primário (S1). Essa área é responsável por processar informações sensoriais táteis e proprioceptivas. No giro pós-central, existe um "mapa" sensorial chamado de homúnculo sensorial, que representa a superfície do corpo de forma distorcida, refletindo a densidade de receptores sensoriais em cada região.
O córtex somatossensorial foi detalhado inicialmente pelos estudos de Wilder Penfield e posteriormente refinado por pesquisas modernas, que destacaram a predominância da área de Brodmann 3 como o verdadeiro receptor das projeções talâmicas.

## Anatomia
O giro pós-central está localizado no lobo parietal, logo atrás do sulco central, sendo delimitado por:
- Fissura longitudinal medial (medialmente);
- Sulco central (rostralmente);
- Sulco pós-central (caudalmente); e
- Sulco lateral (inferiormente).

### Organização Somatotópica
A organização somatotópica do córtex somatossensorial primário reflete a importância funcional de diferentes partes do corpo. Áreas como mãos, lábios e língua ocupam proporções maiores devido à densidade de receptores sensoriais.

## Funções
As funções do giro pós-central incluem:
- Percepção de estímulos táteis (toque, pressão, dor e temperatura);
- Processamento de informações proprioceptivas (posição e movimento corporal);
- Integração de estímulos sensoriais para percepção consciente[3].

## Relevância Clínica
Lesões no giro pós-central podem levar a:
- Perda de sensibilidade tátil (hipoestesia);
- Sensações anormais, como parestesias;
- Dificuldades motoras devido a problemas proprioceptivos[4].